# Коралловопалая литория
Голубая австралийская квакша, или коралловопалая квакша, или коралловопалая литория (лат. Ranoidea caerulea), — вид лягушек из семейства квакш.
Встречается в Западной Новой Гвинее (Индонезия), Папуа-Новой Гвинее на островах в проливе Торреса в северо-восточной Австралии и в Новой Зеландии (были ввезены), ведет сумеречный образ жизни.
Рацион составляют различные насекомые, мелкие рептилии, рыбы, лягушки.
Самки имеют длину тела до 15 см, самцы — до 7 см. Продолжительность жизни составляет до 15—20 лет. Популярна при содержании в террариумах.

## Внешний вид
Верхняя сторона тела ярко-травянисто-зеленая, нижняя — беловатая, за исключением внутренней стороны бедра, которая окрашена в бледно-буровато-красный цвет.
Радужная оболочка золотистого цвета.
- Головастик квакши